# 薩爾蒙山
77°57′S 164°9′E / 77.950°S 164.150°E
薩爾蒙山（英語：Salmon Hill）是南極洲的山峰，位於維多利亞地，由英國探險隊命名，該山峰由石灰岩組成，因此呈粉紅色，現時由南極條約體系管理。